# Will Perdue
William Edward Perdue III (Melbourne, Florida, 29 de agosto de 1965) es un exjugador de baloncesto estadounidense que disputó trece temporadas en la NBA, y donde fue cuatro veces campeón. Con 2,13 metros de altura jugaba en la posición de pívot.

## Trayectora deportiva

### Universidad
Jugó cuatro temporadas con los Commodores de la Universidad Vanderbilt, en las que promedió 12,3 puntos, 6,8 rebotes y 1,3 assitencias por partido. Fue incluido en el tercer equipo All-American por Associated Press y la NABC y nombrado Jugador del Año de la Southeastern Conference, además de Atleta Masculino del Año de la conferencia en 1988.

### Profesional
Fue seleccionado por los Chicago Bulls, en el puesto 11 del Draft de la NBA de 1988. En sus siete temporadas con los Bulls, consiguió ganar tres campeonatos de la NBA.
En 1995, fichó por los San Antonio Spurs en un intercambio con Dennis Rodman. Perdue finalizó su paso con los Spurs en 1999, año en que ganó su cuarto campeonato de la NBA.
Después regresó por una temporada a Chicago, para finalizar su carrera con los Portland Trail Blazers en el año 2001. Promedió 4,7 puntos y 4,9 rebotes por partido en una carrera de 13 años.

## Estadísticas de su carrera en la NBA
|  | Denota temporada en la que fueron campeones de la NBA |
|  | Líder de la liga                                      |

### Temporada regular
| Año     | Equipo      | PJ  | PT  | MPP  | %TC  | %3P  | %TL  | RPP | APP | ROB | TPP | PPP |
| ------- | ----------- | --- | --- | ---- | ---- | ---- | ---- | --- | --- | --- | --- | --- |
| 1988-89 | Chicago     | 30  | 0   | 6.3  | .403 | -    | .571 | 1.5 | .4  | .1  | .2  | 2.2 |
| 1989-90 | Chicago     | 77  | 11  | 11.5 | .414 | .000 | .692 | 2.8 | .6  | .2  | .3  | 3.8 |
| 1990-91 | Chicago     | 74  | 3   | 13.1 | .494 | .000 | .670 | 4.5 | .6  | .3  | .8  | 4.1 |
| 1991-92 | Chicago     | 77  | 7   | 13.1 | .547 | .500 | .495 | 4.1 | 1.0 | .2  | .6  | 4.5 |
| 1992-93 | Chicago     | 72  | 16  | 13.9 | .557 | .000 | .604 | 4.0 | 1.0 | .3  | .7  | 4.7 |
| 1993-94 | Chicago     | 43  | 6   | 9.2  | .420 | .000 | .719 | 2.9 | .8  | .2  | .3  | 2.7 |
| 1994-95 | Chicago     | 78  | 78  | 20.4 | .553 | .000 | .582 | 6.7 | 1.2 | .3  | .7  | 8.0 |
| 1995-96 | San Antonio | 80  | 22  | 17.5 | .523 | .000 | .536 | 6.1 | .4  | .4  | .9  | 5.2 |
| 1996-97 | San Antonio | 65  | 34  | 29.5 | .568 | -    | .579 | 9.8 | .6  | .5  | 1.6 | 8.7 |
| 1997-98 | San Antonio | 79  | 30  | 18.9 | .549 | .000 | .526 | 6.8 | .7  | .3  | .6  | 5.0 |
| 1998-99 | San Antonio | 37  | 1   | 12.0 | .633 | -    | .538 | 3.7 | .5  | .2  | .3  | 2.4 |
| 1999-00 | Chicago     | 67  | 15  | 15.1 | .351 | -    | .476 | 3.9 | 1.0 | .2  | .6  | 2.5 |
| 2000-01 | Portland    | 13  | 0   | 4.5  | .667 | -    | .500 | 1.4 | .2  | .2  | .2  | 1.1 |
| Total   | Total       | 792 | 223 | 15.6 | .515 | .067 | .577 | 4.9 | .8  | .3  | .7  | 4.7 |

### Playoffs
| Año   | Equipo      | PJ  | PT | MPP  | %TC  | %3P  | %TL  | RPP | APP | ROB | TPP | PPP |
| ----- | ----------- | --- | -- | ---- | ---- | ---- | ---- | --- | --- | --- | --- | --- |
| 1989  | Chicago     | 3   | 0  | 7.3  | .667 | .000 | .667 | 2.0 | .7  | .0  | .0  | 4.7 |
| 1990  | Chicago     | 13  | 0  | 6.0  | .464 | .500 | .722 | 1.5 | .2  | .0  | .4  | 3.1 |
| 1991  | Chicago     | 17  | 0  | 11.6 | .547 | -    | .545 | 3.8 | .2  | .1  | .5  | 4.1 |
| 1992  | Chicago     | 18  | 0  | 8.7  | .486 | .000 | .450 | 2.2 | .5  | .2  | .6  | 2.5 |
| 1993  | Chicago     | 13  | 0  | 7.8  | .500 | -    | .500 | 2.3 | .4  | .1  | .2  | 1.9 |
| 1995  | Chicago     | 10  | 2  | 17.6 | .514 | -    | .571 | 4.8 | .6  | .1  | .3  | 5.0 |
| 1996  | San Antonio | 10  | 2  | 24.2 | .690 | -    | .800 | 7.9 | .5  | .2  | .4  | 7.4 |
| 1998  | San Antonio | 9   | 7  | 21.2 | .333 | -    | .857 | 6.7 | .1  | .7  | 1.0 | 4.0 |
| 1999  | San Antonio | 12  | 0  | 7.2  | .545 | -    | .500 | 2.3 | .0  | .0  | .1  | 1.1 |
| 2001  | Portland    | 3   | 0  | 1.7  | -    | -    | .000 | .7  | .0  | .0  | .0  | .0  |
| Total | Total       | 108 | 11 | 11.6 | .527 | .250 | .633 | 3.5 | .3  | .1  | .4  | 3.4 |